# アレックス・ゴング
アレックス・ゴング（Alex Gong、1971年10月14日 - 2003年8月1日）は、アメリカ合衆国のムエタイ選手、キックボクサー。本名はアレクサンダー・ジェームズ・ゴング（Alexander James Gong）。元ISKA世界ムエタイジュニアミドル級王者。K-1にも出場経験がある。あだ名はF-14。

## 来歴
- 幼年期をインドで過ごす。その後、アメリカのニューハンプシャー州に移る。23歳にしてキックボクサーとして活動開始。
- 1998年10月10日、トラビス・ダーギと対戦。1RKO勝ち。
- 1999年、ISKA世界ムエタイジュニアミドル級王座を獲得。
- 2000年8月5日、K-1 GP USA CHAMPIONSHIPS 2000でワンマッチに出場。メルビン・ムレーと対戦し、2度ダウンを奪いKO勝ち。同王座防衛。同年にはカリフォルニア州のデイリーシティーにフェアテックス・ムエタイキャンプというジムを開設。
- 2001年5月5日、K-1 WORLD GP 2001 世界地区予選U.S.A.大会のワンマッチとして出場。ドゥエイン・ラドウィックに判定勝ちを収める。
- 2003年8月1日、カリフォルニア州サンフランシスコで当て逃げ犯と口論になり射殺された。31歳没。

## 戦績
| キックボクシング 戦績 | キックボクシング 戦績 | キックボクシング 戦績 | キックボクシング 戦績 | キックボクシング 戦績 | キックボクシング 戦績 | キックボクシング 戦績 |
| --------------------- | --------------------- | --------------------- | --------------------- | --------------------- | --------------------- | --------------------- |
| 29 試合               | (T)KO                 | 判定                  | その他                | 引き分け              | 無効試合              |                       |
| 27 勝                 | 13                    |                       |                       | 2                     | 0                     |                       |
| 2 敗                  |                       |                       |                       | 2                     | 0                     |                       |

| 勝敗 | 対戦相手                 | 試合結果                                   | 大会名                                                                           | 開催年月日   |
| ○    | ドゥエイン・ラドウィック | 判定                                       | K-1 WORLD GP 2001 世界地区予選U.S.A.大会                                         | 2001年5月5日 |
| ○    | メルビン・ムレー         | 3R 2:44 TKO（左ローキック、2ノックダウン） | K-1 GP USA CHAMPIONSHIPS 2000 【ISKA世界ムエタイジュニアミドル級タイトルマッチ】 | 2000年8月5日 |

## 獲得タイトル
- ISKAアメリカ合衆国アマチュアジュニアミドル級王座（1995年）
- ISKA北アメリカスーパーウェルター級王座（1996年）
- ISKAインターコンチネンタルスーパーウェルター級王座（1997年）
- ISKA北アメリカジュニアミドル級王座（1998年）
- ISKA世界ムエタイジュニアミドル級王座（1999年）